# Blang Seumot
Blang Seumot is een bestuurslaag in het regentschap Nagan Raya van de provincie Atjeh, Indonesië. Blang Seumot telt 1108 inwoners (volkstelling 2010).